# Mulheres Perdidas
Mulheres Perdidas é uma banda de forró eletrônico brasileira, formada em 2002 na cidade de Aracaju pelo empresário Julio Viana e pelo também empresário e compositor Gilton Andrade.
Atualmente, conta com os vocalistas Bruno Diau, Cláudio Livier e Kim Santana.

## História

### 2002–2003: Formação e primeiros álbuns
A primeira formação foi composta por Sandro Bessa e Darrijane Lopes, responsáveis pelo álbum de estreia Salve o Nosso Amor (2002), que trouxe versões de músicas internacionais, incluindo a faixa-título, adaptação de I Remember You, da banda Skid Row.
Em 2003, com a entrada de Alan Delon, Wagner Montenegro, Amara Barros e Michelle Menezes, foi lançado o segundo álbum, Por Que Te Amo?. Entre os destaques estavam as canções "Por Que Te Amo?" (Sandro Bessa) e "Amor de Rapariga" (Michelle Menezes).

### 2004–2007: Consolidação e primeiro DVD
Após a saída de Sandro Bessa e outros integrantes, novos vocalistas como Berg Lima, Luciana Lessa e Jennifer Martins se juntaram ao grupo, que gravou o álbum Declaração de Amor (2004), com participação de Silvânia Aquino.
Entre 2004 e 2006, ocorreram várias mudanças no quadro de cantores, passando pela entrada e saída de nomes como Flávio do Arrocha, Márcia Glover, Beto Bandoleiro, Malba Martins e Marlus Viana. Em 2006, Ana Gouveia e Mikaella Rodrigues assumiram os vocais, permanecendo em evidência nos anos seguintes.
Em 2007, a banda lançou seu primeiro DVD, O Show da Vida, marcado pelo retorno de Amara Barros. Nesse mesmo ano, a banda fez uma turnê pela Europa, se apresentando em países como Portugal, Alemanha e Suíça.

### 2018–presente: Retorno após hiato
Após um longo período de inatividade, a banda voltou aos palcos em 2018 com Maysa Reis. Em 2019, ela foi substituída por Paula Brasil e Mikaella Rodrigues. No ano seguinte, Berg Lima também retornou ao grupo após passagem pela música gospel.
Em 2022, Mikaella Rodrigues deixou a banda novamente, sendo substituída por Ana Gouveia, que permaneceu até 2023.
Em 2024, a banda retomou novamente as atividades com Mikaella Rodrigues e os novos vocalistas Bruno Diau, Rennan Gomes e Thielly Lohane. No início de 2025, Thielly, Rennan e Mikaella deixaram o grupo. A chegada de Claudio Livier  e Kim Santana acaba consolidando a formação atual como um trio.

## Discografia
- 2002: Salve o Nosso Amor
- 2003: Por Que Te Amo?
- 2004: Declaração de Amor
- 2004: Meu Patrão
- 2005: Em Plena Lua de Mel
- 2006: A 40 Graus
- 2007: O Show da Vida - Ao Vivo

## Ex-vocalistas
- Darrijane Lopes (2002-2003)
- Sandro Bessa (2002-2004 e 2008-2009)
- Amara Barros (2003-2004 e 2007)
- Alan Delon (2003-2004)
- Luciana Lessa (2003-2005)
- Michelle Menezes (2003-2004 e 2012)
- Wagner Montenegro (2003 e 2015)
- Berg Lima (2004 e 2020-2022)
- Jennifer Martins (2004)
- Márcia Glover (2004-2005)
- Wallace Gonçalves (2004)
- Flávio do Arrocha (2004-2005)
- Beto Bandoleiro (2005-2008 e 2011)
- Karine Melo (2005)
- Malba Martins (2005)
- Marlus Viana (2005-2007)
- Mikaella Rodrigues (2006-2008, 2012-2013, 2015, 2021-2022 e 2024-2025)
- Ana Gouveia (2006-2009 e 2022-2023)
- Leninha Mendes (2007-2011)
- Marcos Lemos (2007-2009)
- Jacó Fallashi (2012)
- Aline Ataíde (2009-2011)
- Naldinho Sorriso (2009-2011)
- Ygor Carvalho (2009-2011)
- Vinícius Forró (2010-2011)
- Marilda Silva (2010)
- Regis Reis (2011)
- Cinthya Moreno (2011 e 2014-2015)
- Thaíza Marques (2011 e 2012-2015)
- Adriana Reis (2012-2013)
- Edla Santana (2013-2014)
- Joelma Sapekka (2013-2014)
- Max Marrony (2013-2015)
- Mislaine Mairelly (2015)
- Paula Brasil (2019-2020)
- Maysa Reis (2018-2019)
- Rennan Gomes (2024-2025)
- Thielly Lohane (2024-2025)